# Герби шляхетські руські
Герби шляхетські руські — герби руської (української) шляхти.
Попри польські шляхетські герби геральдики вирізняли окремо литовські герби, які належали литовській шляхті та руські (давньоукраїнські) герби, які належали українській шляхті. Такі герби мали часто походження від княжої доби, наприклад: Борейко, Корніц, Острог, Кисіль.

Байбуза

Лис

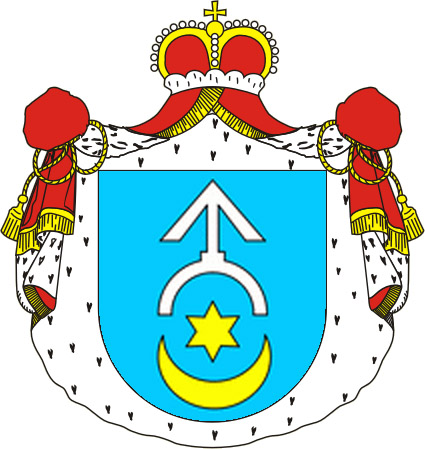
Острозький

Пятиріг

Хоругви Кмітів

Герби руської шляхти які вживалися в Руських воєводствах (землях):
- герб Баричка (Baryczka)
- герб Байбуза (Bajbuza)
- герб Бокей (Bokij)
- герб Вишневецький(Wisniowiecki)
- герб Дедеркало (Dederkalo)[1]
- герб Деніс (Denis)
- герб Друцьк (герб) (Druck)[1]
- герб Дуліч (Dulicz)[1]
- герб Глінський (Glinski)[2]
- герб Гелт (Helt)
- герб Іваніцький (Iwanicki)[3]
- герб Змудзький (Zmudzki)
- герб Калинова (Kalinowa)
- герб Калушовський (Kaluszowski)[4]
- герб Кисіль (герб) (Kisiel)[4]
- герб Клінскі (Klinski)
- герб Kmiecic
- герб Кміта (Kmita)
- герб Колодин (Kolodyn)
- герб Корниц (Kornic)[5]
- герб Zkrzyzluk[5]
- герб Крошинський (Kroshynski)
- герб Лис (Lis)
- герб Ліневський (Liniewski)
- герб Лосятинський (Losiatynski)
- герб Мир (Mier)[6]
- герб Микулинський(Mikulinski)[6]
- герб Острозький (Ostrogski)[7]
- герб Ощевський (Oszczewski)
- герб П'ятиріг (Pietyrog)
- герб Радошинський (Radoszynski)[8]
- герб Radziecz
- герб Рудецький (Rudecki)[8]
- герб Сінюта (Sieniuta)
- герб Слон (Slon)
- герб Старца (Starza)
- герб Столобот (Stolobot)
- герб Свіщевський (Swiszczewski)
- герб Шалава (Shalava)
- герб Шашкіевич (Shashkiewicz)
- герб Шептицький (Szeptycki)
- герб Хоцімірський (Chozimirski)
- герб Хоругви (Choragwie)
- герб Хриніцький (Chrynicki)[9]
- герб Четвертинський (Czetwertynski)[1]
- герб Уланіцький (Ulanicki)
- герб Юраха (Juracha)
- герб Яловицький (Jelowicki)[4]

та інші.